# Double Jeu (série télévisée, 2013)
Pour les articles homonymes, voir Double Jeu.
Double Jeu (Deception) est une série télévisée américaine en onze épisodes de 43 minutes créée par Liz Heldens et diffusée entre le 7 janvier et le 18 mars 2013 sur le réseau NBC aux États-Unis et sur le réseau Global au Canada.
En France, la série est diffusée à partir du 8 août 2016 sur TF1. Elle reste inédite dans les autres pays francophones.

## Synopsis
Lorsque Vivian Bowers, une célèbre femme de la haute société, est trouvée morte d'une apparente overdose, son ancienne meilleure amie, Joanna Locasto, détective est de nouveau mêlée à la terrible et riche famille Bowers.

## Distribution

### Acteurs principaux
- Meagan Good (VF : Marie Diot) : inspecteur Joanna Locasto
- Victor Garber (VF : Gabriel Le Doze) : Robert Bowers
- Katherine LaNasa (VF : Catherine Le Hénan) : Sophia Bowers
- Tate Donovan (VF : Tony Joudrier) : Edward Bowers
- Ella Rae Peck (VF : Maïa Michaud) : Mia Bowers
- Laz Alonso (VF : Olivier Cordina) : Will Moreno
- Wes Brown (VF : Anatole de Bodinat) : Julian Bowers
- Marin Hinkle (VF : Ivana Coppola) : Samantha Bowers

### Acteurs récurrents
- John Larroquette (VF : Mathieu Rivolier) : Sénateur Dwight Haverstock (9 épisodes)
- Michael Drayer : Gabe (9 épisodes)
- Tom Lipinski (it) (VF : Vincent de Bouard) : Ben Preswick (9 épisodes)
- David A. Gregory (en) (VF : Jérémy Bardeau) : Kyle Farell (8 épisodes)
- Bree Williamson (en) (VF : Victoria Grosbois) : Vivian Bowers (6 épisodes)
- David Gelles : Aaron Clover (6 épisodes)
- Anna Wood (en) : Nichole Frishette (6 épisodes)
- Paloma Guzmán : Audrey Cruz (5 épisodes)
- John Pyper-Ferguson (VF : Éric Legrand) : Wyatt Scott (5 épisodes)
- Scott Bryce (en) : Frank Drexler (5 épisodes)
- Christina Jackson : Young Joanna (5 épisodes)
- Sterling Jerins (en) : Lily Bowers (5 épisodes)
- Lily Pilblad (de) : Hunter Bowers (5 épisodes)
- Geoffrey Cantor (en) (VF : Gilbert Lévy) : Tom Vanderfield, avocat (5 épisodes)
- Ken Leung (VF : Laurent Morteau) : l'inspecteur Donald Cheng (4 épisodes)
- Connor Buckley : Young Julian (4 épisodes)
- Scott Johnsen : Gregor (4 épisodes)

### Invités
- Makenzie Leigh : jeune Vivian Bowers (en flashback) (épisodes 1, 2 et 6)
- Jennifer Ferrin (en) : Hannah (épisodes 1 et 2)
- Christopher Denham : Remy Colville (épisode 1)
- David Zayas : Frank (épisode 1)
- Manu Narayan (en) : Doctor (épisode 1)
- James Colby (en) : Patrick Rayburn (épisodes 2, 8 et 9)
- Tijuana Ricks (en) : Young Beverly Padget (épisode 2)
- Micah Stock (en) : Reed Philbin (épisodes 3, 5 et 7)
- Molly Price (épisodes 3 et 5)
- Ada Maris (en) : Sue Rodriguez (épisode 7)
- Bhavesh Patel (en) : Farhad Kumur (épisode 7)
- Jim Cramer: lui-même (épisode 7)
- Emily Tremaine (en) : Mary Preswick (épisodes 8 et 9)
- Michael J. Burg (en) : Phil (épisode 8)
- Stephen Mailer (en) : Seabrook (épisode 8)
- Maria Bartiromo : elle-même (épisode 8)
- S. Epatha Merkerson : Beverly Padget, mère de Joanna (épisodes 9 à 11)
- David Aaron Baker (en) : Dr Redsor (épisode 10)
- Ilene Kristen (en) : Manager (épisode 10)
- Jeremiah Birkett : Ricky Bowen (épisode 11)
- Meredith Vieira : elle-même (épisode 11)

### Version française
- Société de doublage : Audi'Art[4],[5]
- Direction artistique :  Benoît DuPac[5]
- Adaptation des dialogues : François Bercovici, Marianne Rabineau

Source VF : Doublage Séries Database

## Fiche technique
- Producteurs exécutifs : Gail Berman, Gene Stein et Lloyd Braun (en)
- Société de production : Universal Television et BermanBraun.

## Développement
En février 2012, NBC commande un pilote sous le titre Notorious.
Dès la fin février, les rôles ont été attribués dans cet ordre: Victor Garber, Katherine LaNasa et Neil Jackson (Julian), Tate Donovan, Meagan Good, Ella Rae Peck et Makenzie Leigh, et Laz Alonso.
Le 10 mai 2012, NBC a commandé la série sous le titre Infamous pour la saison 2012-2013, et a annoncé trois jours plus tard lors des Upfronts que la série sera diffusée à la mi-saison.
En juin, Marin Hinkle, invitée dans le pilote, a été promue à la distribution principale. Le mois suivant, Wes Brown remplace Neil Jackson dans le rôle de Julian.
Durant l'automne, la production annonce les invités suivants : John Larroquette, Ken Leung et S. Epatha Merkerson.
Le 30 octobre 2012, NBC a dévoilé sa date de diffusion pour janvier sous son titre actuel : Deception.
Le 6 janvier 2013, NBC a réduit le nombre d'épisodes de treize à onze afin de diffuser les épisodes sans interruption jusqu'au retour de la série Revolution.
Le 8 mai 2013, la série a été annulée.

## Épisodes
| №  | Titre                                                  | Réalisation           | Scénario                    | Première diffusion | Diffusion française   | Audience américaine | Audience française |
| -- | ------------------------------------------------------ | --------------------- | --------------------------- | ------------------ | --------------------- | ------------------- | ------------------ |
| 1  | Retour à Long Island Pilot                             | Peter Horton          | Liz Heldens (en)            | 7 janvier 2013     | 8 août 2016           | 5,66                | 980 000 (12,5 %)   |
| 2  | Recherche et développement Nothing's Free, Little Girl | Jonas Pate            | Liz Heldens                 | 14 janvier 2013    | 8 août 2016           | 4,14                | 996 000 (13,2 %)   |
| 3  | Voyage d'affaires A Drop of Blood and a Microscope     | Jonas Pate            | Peter Elkoff                | 21 janvier 2013    | 9 août 2016           | 3,61                | 687 000 (8,7 %)    |
| 4  | La Valse des suspects One, Two, Three… One, Two, Three | Dan Lerner            | Alexandra Cunningham (en)   | 28 janvier 2013    | 9 août 2016           | 3,73                | 666 000 (8,6 %)    |
| 5  | Bas les masques Why Wait                               | Andrew Bernstein (en) | Jordan Hawley               | 4 février 2013     | 10 août 2016          | 3,08                |                    |
| 6  | Changement de décor Don't Be a Dummy                   | Michael Schultz       | Kath Lingenfelter           | 11 février 2013    | 10 août 2016          | 3,23                |                    |
| 7  | Cartes sur table Tell Me                               | Tate Donovan          | Brent Fletcher              | 18 février 2013    | 11 août 2016          | 3,13                |                    |
| 8  | Mensonges et vérités Stay with Me                      | Jonas Pate            | Monica Macer (en)           | 25 février 2013    | 11 août 2016          | 3,28                |                    |
| 9  | Les Amis d'hier Good Luck with Your Death              | Jonas Pate            | Jessica Goldberg            | 4 mars 2013        | 12 août 2016          | 3,35                |                    |
| 10 | Révélations You're the Bad Guy                         | Gloria Muzio (en)     | Kevin J. Hynes              | 11 mars 2013       | 12 août 2016          | 3.28                |                    |
| 11 | Les Racines du mal I'll Start with the Hillbilly       | Jonas Pate            | Liz Heldens et Peter Elkoff | 18 mars 2013       | 22 juillet 2018 (TMC) | 3,41                |                    |